# Гонвил ла Мале
Гонвил ла Мале (фр. Gonneville-la-Mallet) насеље је и општина у северној Француској у региону Горња Нормандија, у департману Приморска Сена која припада префектури Авр.
По подацима из 2011. године у општини је живело 1324 становника, а густина насељености је износила 180,87 становника/km². Општина се простире на површини од 7,32 km². Налази се на средњој надморској висини од 126 метара (максималној 137 m, а минималној 65 m).

## Демографија
| 1962. | 1968. | 1975. | 1982. | 1990. | 1999. | 2011. |
| ----- | ----- | ----- | ----- | ----- | ----- | ----- |
| 760   | 809   | 868   | 1.037 | 1.166 | 1.139 | 1.324 |

График промене броја становника у току последњих година